# Choya (Catamarca)
Choya es una localidad de la provincia argentina de Catamarca, dentro del departamento Andalgalá. Se encuentra sobre la Ruta Provincial 47. Constituye una comuna del municipio de Andalgalá.

## Población
Cuenta con 403 habitantes (Indec, 2001) lo que representa un incremento del 6% frente a los 380 habitantes (Indec, 1991) del censo anterior.